# (8747) Asahi
(8747) Asahi es un asteroide perteneciente al cinturón de asteroides, descubierto el 24 dde marzo de 1998 por Tomimaru Ōkuni desde el Observatorio Astronómico Civil de Nanyo, Yamagata, Japón.

## Designación y nombre
Designado provisionalmente como 1998 FS73. Debe su nombre a Asahi, la cordillera que delimita las prefecturas de Niigata y Yamagata en el norte de Japón continental. Significa "sol de la mañana" y también es el nombre de varias ciudades y pueblos japoneses, así como de otra cordillera.

## Características orbitales
Asahi está situado a una distancia media del Sol de 3,050 ua, pudiendo alejarse hasta 3,484 ua y acercarse hasta 2,616 ua. Su excentricidad es 0,142 y la inclinación orbital 12,245 grados. Emplea 1945,51 días en completar una órbita alrededor del Sol.

## Características físicas
La magnitud absoluta de Asahi es 12,32. Tiene 12,431 km de diámetro y su albedo se estima en 0,167.